# Krystyna Przybylska (leśnik)
Krystyna Maria Przybylska – polska leśnik, profesor nauk leśnych.

## Życiorys
W 1994 habilitowała się na podstawie pracy zatytułowanej Poznawcze i praktyczne znaczenie autokorelacji miąższości drzew na kontrolnych powierzchniach próbnych. W 2001 uzyskała tytuł profesora nauk leśnych. Pracowała na Uniwersytecie Rolniczym im. Hugona Kołłątaja w Krakowie.
Była członkiem Sekcji III – Nauk Biologicznych, Rolniczych, Leśnych i Weterynaryjnych Centralnej Komisji do Spraw Stopni i Tytułów i Komitetu Nauk Leśnych PAN.